# Cuthona divae
Cuthona divae is een slakkensoort uit de familie van de Cuthonidae. De wetenschappelijke naam van de soort is voor het eerst geldig gepubliceerd in 1961 door Er. Marcus.